# Abbosbek Fayzullayev
Abbosbek Sayyidjon o'g'li Fayzullayev (Sirdaryo, 3 ottobre 2003) è un calciatore uzbeko, attaccante dell' İstanbul Başakşehir e della nazionale uzbeka.

## Caratteristiche tecniche
È un attaccante che ricopre il ruolo di ala destra.

## Carriera

### Club
Ha iniziato a giocare nel Paxtakor, con cui ha vinto il campionato uzbeko nel 2021 e nel 2022, il 4 agosto 2023 passa al CSKA Mosca. Il 19 agosto esordisce nella sconfitta per 2-1 contro la Dinamo Mosca.

### Nazionale
Nel 2022 partecipa con la nazionale uzbeka Under-23 alla Coppa d'Asia AFC Under-23 2022, arrivando al secondo posto, venendo sconfitti dall'Australia. A fine anno vince il premio di Giovane Stella dell'Uzbekistan.
Nel marzo 2023 viene convocato dalla nazionale uzbeka Under-20 per partecipare alla Coppa d'Asia Under-20. Contribuisce alla vittoria del torneo con 6 presenze ed 1 rete. Vince anche il premio di migliore giocatore del torneo. A maggio partecipa al campionato mondiale di calcio Under-20 2023. Gioca 4 partite con una rete.
L'11 giugno 2023 esordisce con la nazionale maggiore, nella vittoria per 3-0 contro l'Oman nella partita valida per la prima giornata del CAFA Nations Cup 2023. Il 17 giugno segna la prima rete in nazionale nella vittoria per 5-1 contro il Tagikistan.

## Statistiche

### Presenze e reti nei club
Statistiche aggiornate al 7 agosto 2025.
| Stagione          | Squadra             | Campionato        | Campionato | Campionato | Coppe nazionali | Coppe nazionali | Coppe nazionali | Coppe continentali | Coppe continentali | Coppe continentali | Altre competizioni | Altre competizioni | Altre competizioni | Totale | Totale | Totale |
| Stagione          | Squadra             | Comp              | Pres       | Reti       | Comp            | Pres            | Reti            | Comp               | Pres               | Reti               | Comp               | Pres               | Reti               | Pres   | Reti   |        |
| ----------------- | ------------------- | ----------------- | ---------- | ---------- | --------------- | --------------- | --------------- | ------------------ | ------------------ | ------------------ | ------------------ | ------------------ | ------------------ | ------ | ------ | ------ |
| 2021              | Paxtakor            | USL               | 6          | 0          | CU              | 1               | 0               | ACL                | 2                  | 0                  | SU                 | 0                  | 0                  | 9      | 0      |        |
| 2022              | Paxtakor            | USL               | 21         | 5          | CU              | 2               | 2               | ACL                | 3                  | 1                  | SU                 | 0                  | 0                  | 26     | 8      |        |
| apr.-ago. 2023    | Paxtakor            | USL               | 6          | 2          | CU              | 0               | 0               |                    | -                  | -                  |                    | -                  | -                  | 6      | 2      |        |
| Totale Paxtakor   | Totale Paxtakor     | Totale Paxtakor   | 33         | 7          |                 | 3               | 2               |                    | 5                  | 1                  |                    | -                  | -                  | 41     | 10     |        |
| 2023-2024         | CSKA Mosca          | PL                | 22         | 4          | KR              | 10              | 1               |                    | -                  | -                  |                    | -                  | -                  | 34     | 5      |        |
| 2024-2025         | CSKA Mosca          | PL                | 27         | 2          | KR              | 12              | 1               |                    | -                  | -                  |                    | -                  | -                  | 39     | 3      |        |
| Totale CSKA Mosca | Totale CSKA Mosca   | Totale CSKA Mosca | 49         | 6          |                 | 22              | 2               |                    | -                  | -                  |                    | -                  | -                  | 71     | 8      |        |
| 2025-2026         | İstanbul Başakşehir | SL                | 0          | 0          | TK              | 0               | 0               | UECL               | 0                  | 0                  | -                  | -                  | -                  | 0      | 0      |        |
| Totale carriera   | Totale carriera     | Totale carriera   | 82         | 13         |                 | 25              | 4               |                    | 5                  | 1                  |                    | -                  | -                  | 112    | 18     |        |

### Cronologia presenze e reti in nazionale
| Cronologia completa delle presenze e delle reti in nazionale ― Uzbekistan | Cronologia completa delle presenze e delle reti in nazionale ― Uzbekistan | Cronologia completa delle presenze e delle reti in nazionale ― Uzbekistan | Cronologia completa delle presenze e delle reti in nazionale ― Uzbekistan | Cronologia completa delle presenze e delle reti in nazionale ― Uzbekistan | Cronologia completa delle presenze e delle reti in nazionale ― Uzbekistan | Cronologia completa delle presenze e delle reti in nazionale ― Uzbekistan | Cronologia completa delle presenze e delle reti in nazionale ― Uzbekistan |
| Data                                                                      | Città                                                                     | In casa                                                                   | Risultato                                                                 | Ospiti                                                                    | Competizione                                                              | Reti                                                                      | Note                                                                      |
| ------------------------------------------------------------------------- | ------------------------------------------------------------------------- | ------------------------------------------------------------------------- | ------------------------------------------------------------------------- | ------------------------------------------------------------------------- | ------------------------------------------------------------------------- | ------------------------------------------------------------------------- | ------------------------------------------------------------------------- |
| 11-6-2023                                                                 | Tashkent                                                                  | Uzbekistan                                                                | 3 – 0                                                                     | Oman                                                                      | CAFA Nations Cup 2023                                                     | -                                                                         | 74’                                                                       |
| 17-6-2023                                                                 | Tashkent                                                                  | Uzbekistan                                                                | 5 – 1                                                                     | Tagikistan                                                                | CAFA Nations Cup 2023                                                     | 1                                                                         | 46’                                                                       |
| 20-6-2023                                                                 | Tashkent                                                                  | Uzbekistan                                                                | 0 – 1                                                                     | Iran                                                                      | CAFA Nations Cup 2023                                                     | -                                                                         | 71’                                                                       |
| 13-10-2023                                                                | Dalian                                                                    | Vietnam                                                                   | 0 – 2                                                                     | Uzbekistan                                                                | Amichevole                                                                | -                                                                         | 58’                                                                       |
| 16-10-2023                                                                | Dalian                                                                    | Cina                                                                      | 1 – 2                                                                     | Uzbekistan                                                                | Amichevole                                                                | -                                                                         | 46’                                                                       |
| Totale                                                                    |                                                                           | Presenze                                                                  | 5                                                                         |                                                                           | Reti                                                                      | 1                                                                         |                                                                           |

## Palmares

### Club

#### Competizioni nazionali
- Campionato uzbeko: 2

Paxtakor: 2021, 2022
- Supercoppa dell'Uzbekistan: 1

Paxtakor: 2022
- Coppa di Russia: 1

CSKA Mosca: 2024-2025
- Supercoppa di Russia: 1

CSKA Mosca: 2025

### Nazionale
- Coppa d'Asia Under-20: 1

Uzbekistan Under-20: 2023

### Individuale
- Miglior giocatore della Coppa d'Asia Under-20: 1

2023